# Ropica illiterata
Ropica illiterata là một loài bọ cánh cứng trong họ Cerambycidae.